# Kirche Niederrengersdorf

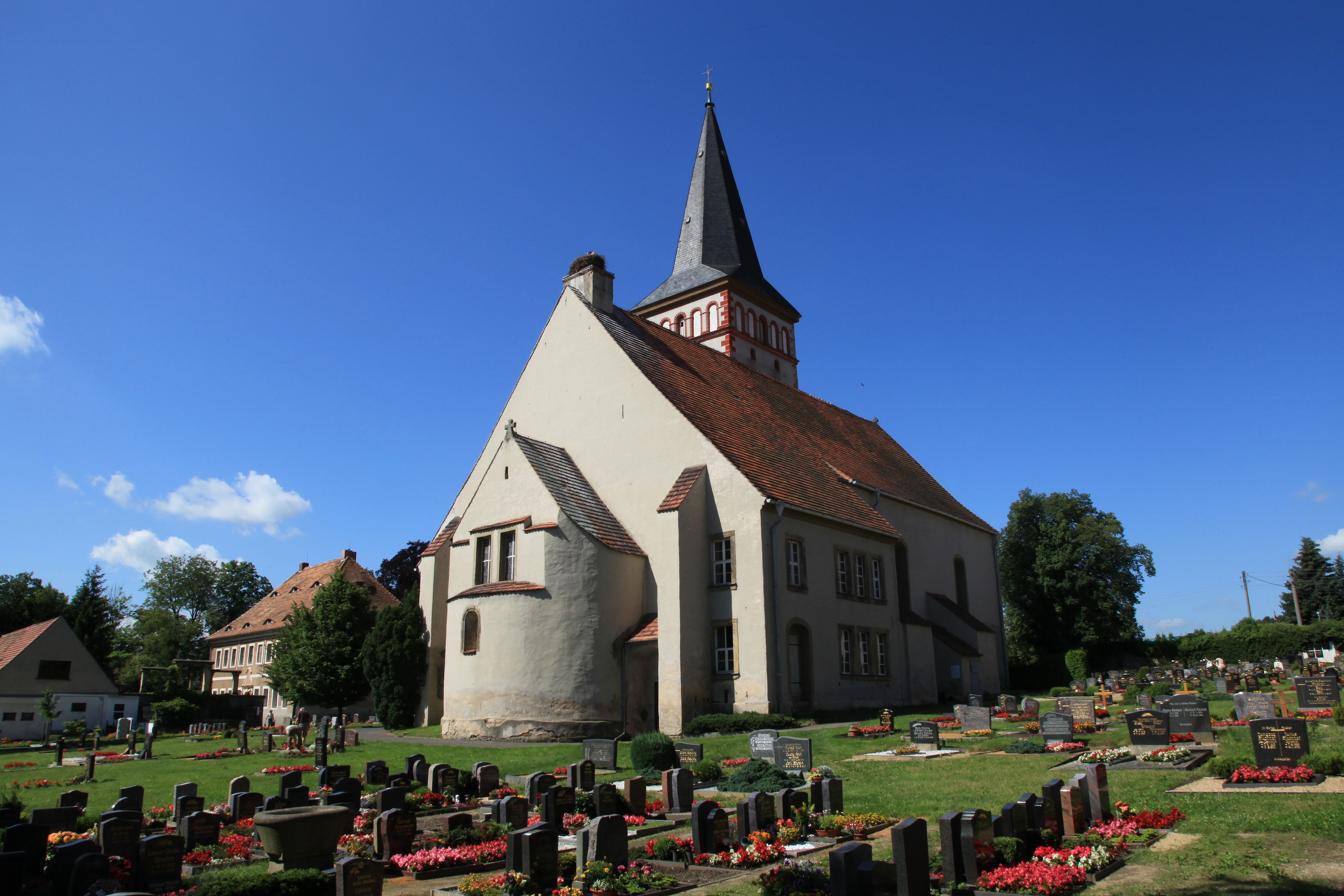
Kirche Niederrengersdorf (2012)

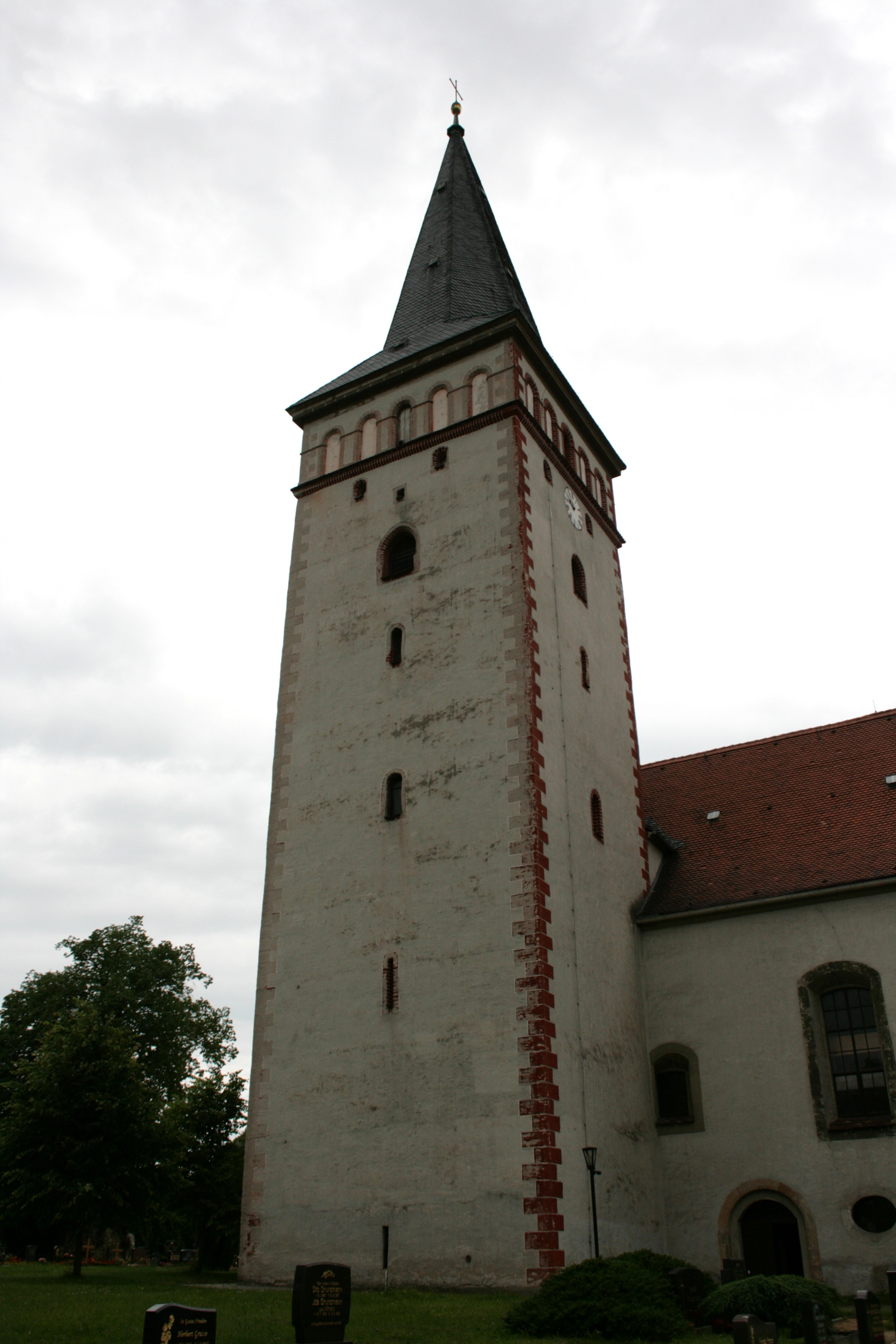
Blick auf den Turm (2012)

Die Kirche Niederrengersdorf ist das Kirchengebäude in Nieder-Rengersdorf, einem Ort in der Gemeinde Kodersdorf im Landkreis Görlitz in der sächsischen Oberlausitz. Es gehört der Kirchengemeinde Kodersdorf im Kirchenkreis Schlesische Oberlausitz, der Teil der Evangelischen Kirche Berlin-Brandenburg-schlesische Oberlausitz ist. Die Kirche steht unter Denkmalschutz.

## Architektur und Geschichte
Die Pfarrkirche in Nieder-Rengersdorf wurde um das Jahr 1200 herum errichtet und im Jahr 1430 zerstört. Zwischen 1440 und 1450 erfolgte der Wiederaufbau. Im Jahr 1598 wurde die Kirche erweitert und eingewölbt, die Emporen wurden 1656 eingebaut. Zwischen 1730 und 1733 erfolgten weitere Umbaumaßnahmen an der Kirche, bei denen unter anderem die beiden Patronatslogen angebaut wurden. 1868 wurde der Chor vergrößert und das oberste Turmgeschoss saniert. Während des Ersten Weltkrieges musste das Geläut der Kirche zugunsten der Waffenproduktion abgegeben werden, 1921 wurden die neuen Glocken im Turm aufgehängt. Während des Zweiten Weltkrieges wurde die Kirche nur leicht beschädigt. Umfangreichere Restaurierungsarbeiten wurden 1956 und 1957, zwischen 1976 und 1983 sowie 1992 und 1993 vorgenommen.
Das Äußere der Kirche wird stark durch die verschiedenen Anbauten beeinflusst. Von der ursprünglich spätromanischen Baugestalt ist noch die Apsis mit einem reich profiliertem Mittelfenster erhalten; Chor, Kirchenschiff und Turm sind im gotischen Stil des 15. und 16. Jahrhunderts errichtet. Das quadratische Schiff hat einen leicht eingezogenen und quadratisch geschlossenen Chor. Auf dem Dach der Apsis befindet sich ein rechteckiger Abschluss. An der Südwand ist der Turm angebaut, dieser verfügt über eine aufgemalte Eckquaderung und ein hohes Pyramidendach.
Der Chor ist im Innenraum kreuzgratgewölbt. Sowohl im Norden als auch im Süden befinden sich zweigeschossige Patronatslogen (1733) mit den Wappen der Familien von Nostitz, Ziegler, Gersdorff, Reiboldt, Loeben und Schwanitz. Die Logendecken sind mit Stuck verziert. Das Langhaus der Niederrengersdorfer Kirche ist zweijochig und hat eine Stichkappentonnendecke mit Netzgewölbe. Die Emporen an der Nord- und Südwand sind zweigeschossig, die Orgelempore hat ein Geschoss.

## Ausstattung
Zur Ausstattung der Kirche gehört ein hellblau, weiß und gold gefasster, reich verzierter Portikuskanzelaltar aus der ersten Hälfte des 18. Jahrhunderts. In der Predella befindet sich ein Relief mit der Darstellung des letzten Abendmahls, weiter unten ein Kanzelkorb mit fünf Brüstungsfeldern, im Mittleren mit Schweißtuch der Veronika. Seitlich befinden sich zwei korinthische Säulen sowie in weiß und gold gefasste, lebensgroße Figuren der Apostel Petrus und Paulus. Über dem Gebälk liegt ein gesprengter Giebel mit zwei Putten und dazwischen der Gottvater sowie der Auferstandene Christus. Zwischen 1992 und 1993 wurde der Altar restauriert. Hinter dem Altar wurde 1668 auf Veranlassung des Gutsherren ein Beichtstuhl errichtet.
Das Taufbecken aus Sandstein wurde 1732 von dem Bildhauer Schröter aus Görlitz angefertigt. Der Kelch wird von drei Putten getragen und ist mit den Familienwappen der von Reiboldt und von Gersdorff sowie Reliefs der Beschneidung des Herrn, der Jordantaufe sowie Christus als Kinderfreund verziert. Der hölzerne Deckel ist mit Akanthusornamenten versehen. Die Orgel der Kirche steht in einem neugotischen Prospekt von 1868.

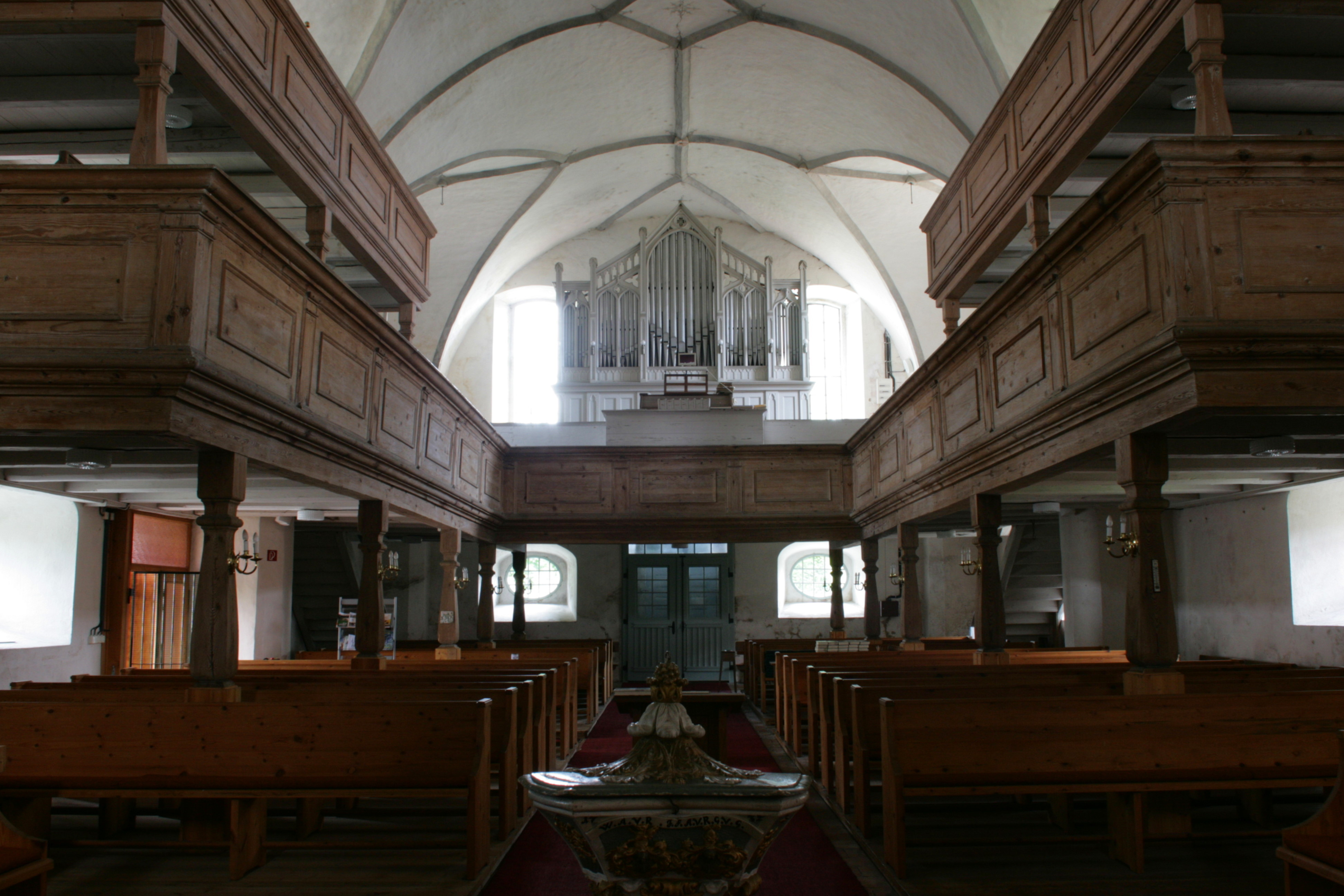
Blick auf die Orgelempore
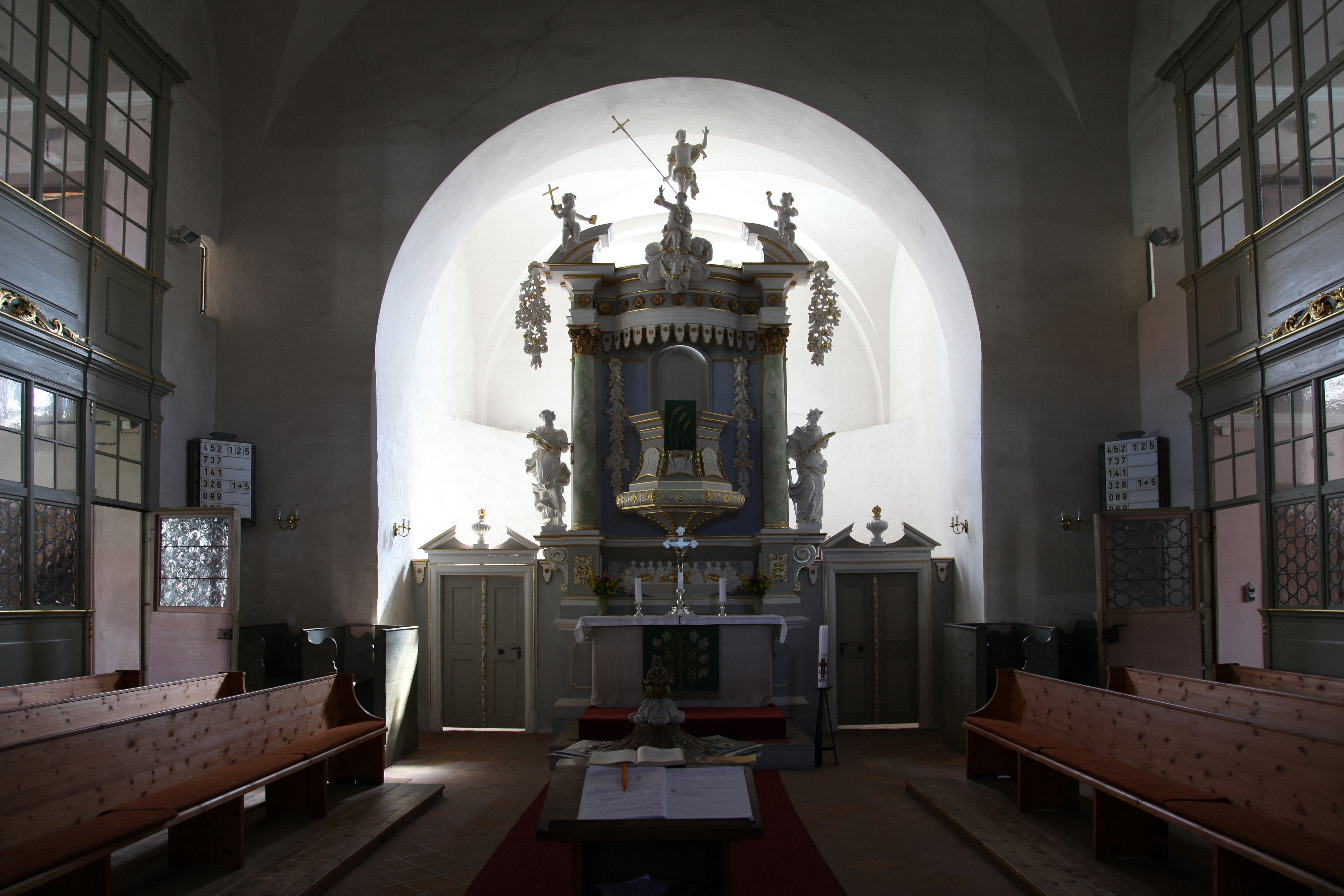
Altar
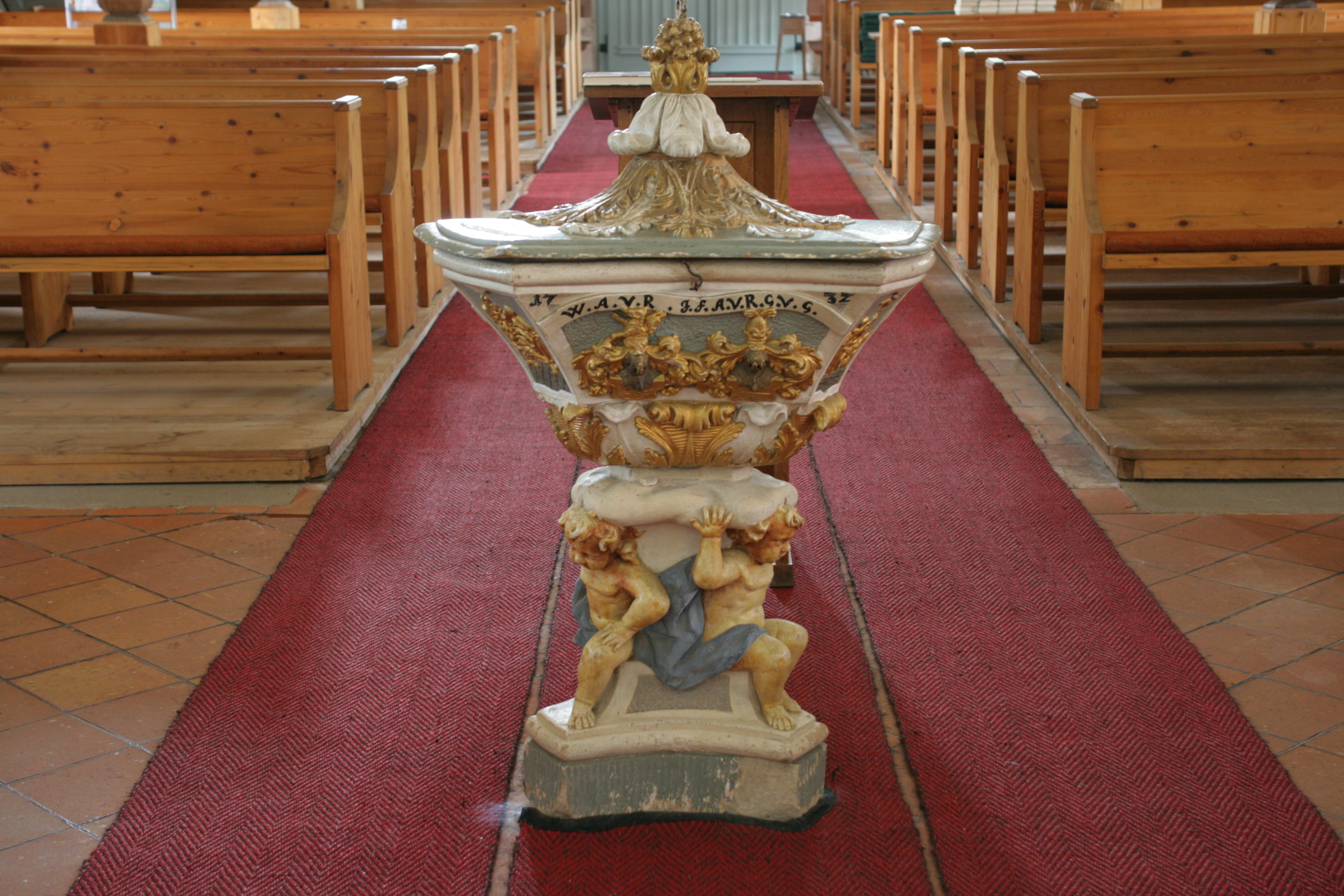
Taufbecken
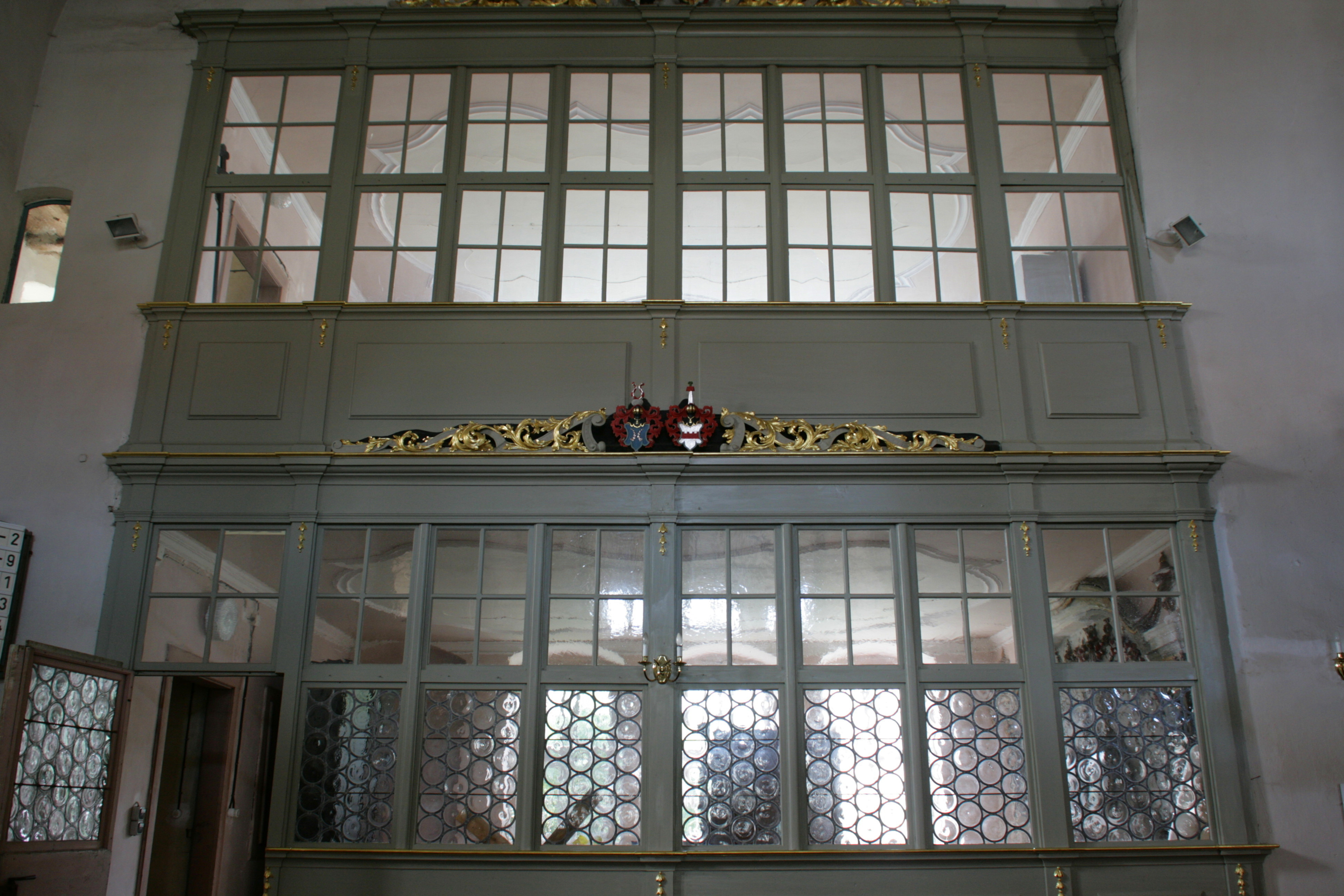
Patronatsloge
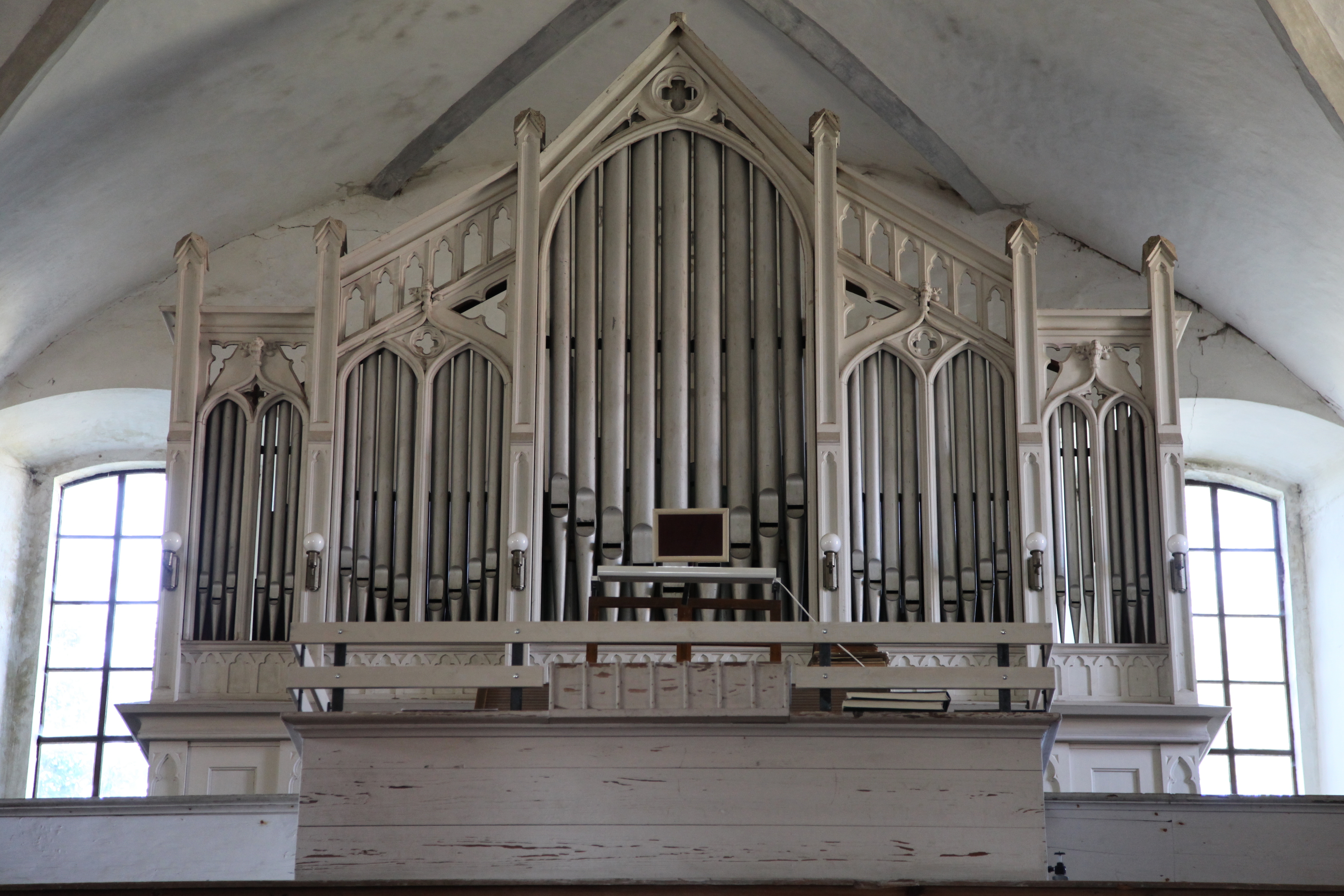
Orgel

## Kirchengemeinde
Zu Beginn des 16. Jahrhunderts gehörte Niederrengersdorf als Pfarrkirche zum Archidiakonat Oberlausitz im Sedes Görlitz. Die Reformation wurde 1529 eingeführt. Zur Kirchengemeinde Niederrengersdorf gehören neben Niederrengersdorf noch Oberrengersdorf, Kodersdorf, Särichen und Wiesa. Bis 1945 gehörte Niederrengersdorf zur Evangelischen Landeskirche der älteren Provinzen Preußens. Nach deren Zerfall kam die Kirchengemeinde zur Evangelischen Kirche in Schlesien, dort gehörte sie zum Kirchenkreis Rothenburg I, der 1949 in Kirchenkreis Niesky umbenannt wurde. Die Evangelische Kirche in Schlesien änderte ihren Namen später in Evangelische Kirche der schlesischen Oberlausitz. Am 1. Oktober 1978 änderte die Kirchengemeinde Niederrengersdorf ihren Namen zu Kirchengemeinde Kodersdorf.
Am 1. Januar 2004 fusionierte die Evangelische Kirche der schlesischen Oberlausitz mit der Evangelischen Kirche in Berlin-Brandenburg zur Evangelischen Kirche Berlin-Brandenburg-schlesische Oberlausitz. Im Januar 2007 schlossen sich der Kirchenkreis Niesky und die Kirchenkreise Görlitz und Weißwasser zum Kirchenkreis Niederschlesische Oberlausitz zusammen, seit 2014 gehört Niederrengersdorf zum Kirchenkreis Schlesische Oberlausitz. Die Kirchengemeinde hat aktuell (2020/21) 810 Mitglieder.